# Faza R
Faza R – faza odkryta i występująca w stopach nitinol. Powstaje w wyniku tzw. przemiany przedmartenzytycznej.

## Ogólne informacje
Faza R została pierwszy raz zaobserwowana w 1970 roku, ale nie dokonano poprawnej interpretacji otrzymanych wyników. Dopiero w 1981 roku Ling i Kaplow stwierdzili, że efekty dyfrakcyjne i wzrost oporności elektrycznej są ściśle ze sobą związane i wynikają z dodatkowej przemiany austenitu w fazę oznaczoną wtedy jako R.
Przemiana przedmartenzytyczna fazy R jest procesem pośrednim i konkurencyjnym do przemiany martenzytycznej normalnie zachodzącej w stopach Ni-Ti. Zachodzi ona w ściśle określonych warunkach i dla ściśle określonych składów chemicznych stopu.
Przemiana fazy R w austenit jest odwracalna. Wykazuje istnienie bardzo małej histerezy (2–5 °C). Przemiana fazy R w makroskopowym ujęciu objawia się jako niewielki efekt pamięci kształtu oraz pseudosprężystości.
Zagadnienia związane z krystalografią i termodynamiką przemiany i samej fazy R są dobrze poznane, jednakże nadal stwarzają problemy w przypadku przemysłowo wykorzystywanych stopach Ni-Ti.

## Struktura fazy

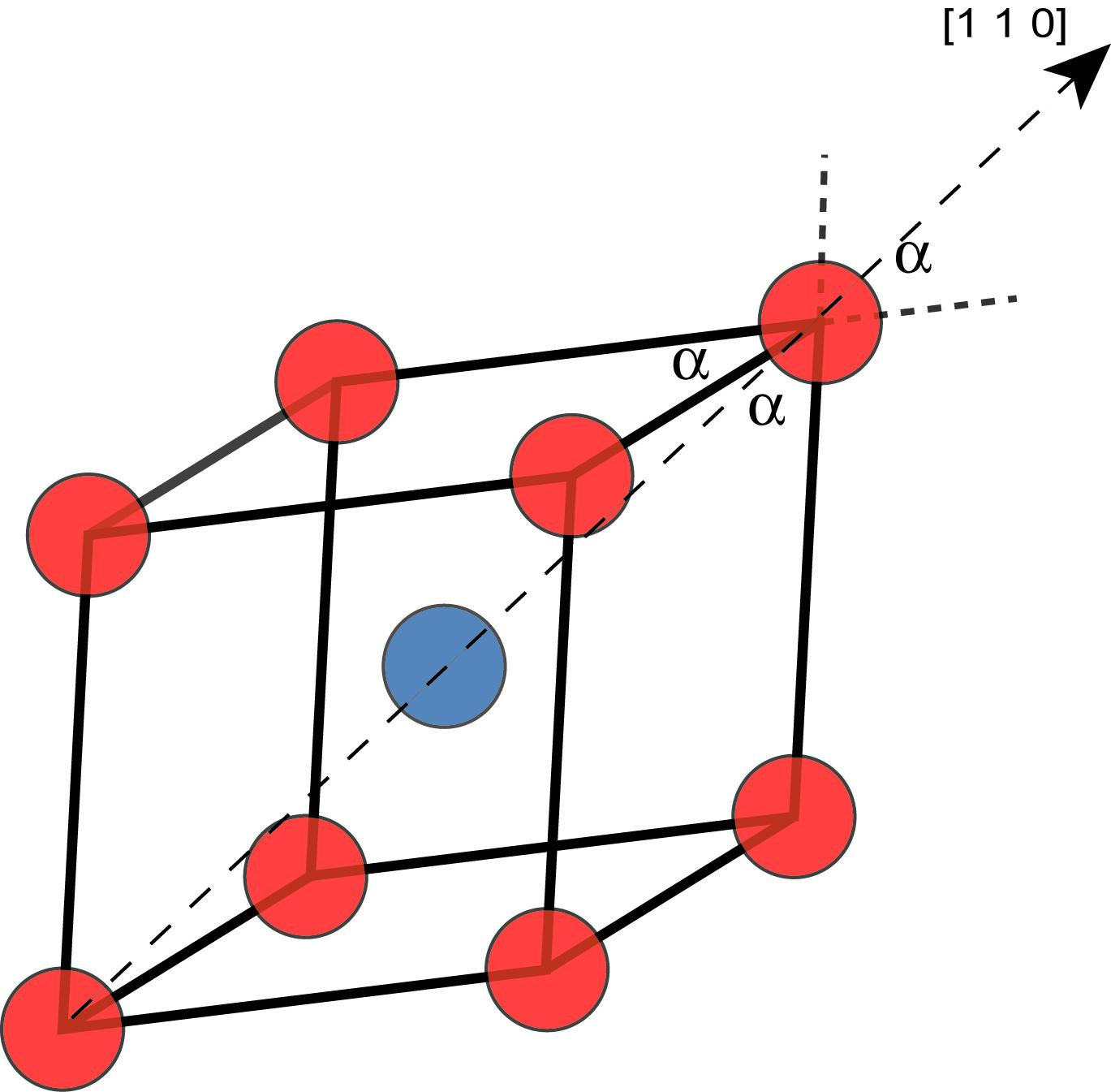
Rys. 1. Poglądowe przedstawienie zniekształcenia struktury austenitu w fazę R.

Faza R posiada sieć heksagonalna prymitywną. Stanowi ona romboedryczne zniekształcenie sieci austenitu (patrz rys. 1). Chandra i Purdy określili parametry sieci fazy na a0 wynoszące 0,903 nm i kąt α wynoszący 89,3°.
Faza R może być wykryta i określona przy pomocy technik wykorzystujących dyfrakcję promieniowania rentgenowskiego i neutronów. Badania rentgenowskie wykazują, że podczas chłodzenia austenitu, zanim pojawi się martenzyt następuje wzrost szerokości połówkowej i natężenia refleksu 110, a następnie wyraźne rozdzielenie. W miarę obniżania temperatury rozdzielenie refleksu się powiększa w konsekwencji tworząc dublet. Jest to spowodowane romboedrycznym zniekształceniem fazy austenitu i utworzeniem fazy R.

## Warunki przemiany

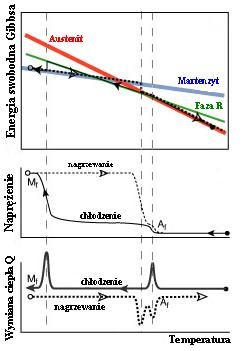
Rys. 2. Poglądowe wykresy przedstawiające zmiany w naprężeniach i przepływie ciepła w przypadku przemiany symetrycznej.

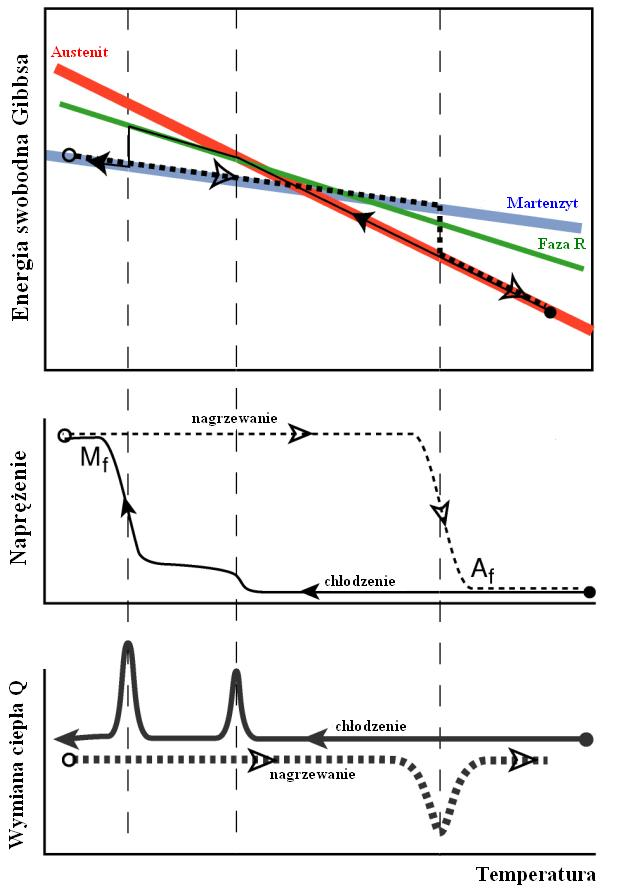
Rys. 3. Poglądowe wykresy przedstawiające zmiany w naprężeniach i przepływie ciepła w przypadku przemiany asymetrycznej.

Istnieją trzy sposoby przemiany austenit-martenzyt w nitinolu:
- bezpośrednia przemiana – w stopach bogatych w tytan i wyżarzonych faza R nie pojawia się podczas normalnego cyklu nagrzewanie-chłodzenie.
- symetryczna przemiana fazy R – zachodzi, gdy faza R występuje między przemianą austenit-martenzyt zarówno podczas ogrzewania, jak i chłodzenia. Na rysunku 2 można zaobserwować dwa piki podczas chłodzenia i nagrzewania. Piki przy nagrzewaniu leżą w sąsiedztwie do siebie. Spowodowane jest to małą histerezą temperaturową przemiany austenit-faza R. Dzieje się tak w stopach bogatych w nikiel, kobalt i żelazo.
- asymetryczna przemiana fazy R – najczęściej spotykany sposób przemiany austenit-martenzyt. Na rysunku 3 można zaobserwować wystąpienie fazy R podczas chłodzenia. Przy nagrzewaniu występuje tylko jeden pik. Spowodowane jest to występowaniem dużej histerezy temperaturowej przemiany martenzyt-austenit. W takich warunkach bardziej stabilny jest austenit, niż faza R. Przemiana następuje bez udziału fazy R. Dzieje się tak w stopach o stechiometrycznym składzie[4].

Przemiana martenzytyczna może być też wywołana przez odkształcenie. Zgodnie z równaniem Clausiusa-Clapeyrona wielkość takiego odkształcenia jest bardzo duża.

## Problematyka
- przemiana austenit-faza R powoduje obniżenie energii swobodnej układu. Rezultatem tego jest wystąpienie większej histerezy temperaturowej przemiany austenit-martenzyt. W mechanizmach wykorzystujących bezpośrednią termosprężystą przemianę martenzytyczną jest to zjawisko niekorzystne prowadzące do zaburzenia pracy i pogorszenia własności.
- na krzywej odkształcenie-naprężenie austenitu pojawia się niewielki punkt przegięcia spowodowany istnieniem fazy R. Z tego powodu bardzo trudno jest wyznaczyć granicę sprężystości austenitu.
- duża ilość ciepła jest emitowana w wyniku przemiany austenit-faza R. W przypadku technik mierzących własności cieplne (np. skaningowa kalorymetria różnicowa) należy spodziewać się silnego tła lub błędów w interpretacji otrzymanych wyników.
- austenit i martenzyt charakteryzują się takim samym oporem elektrycznym. Faza R natomiast wykazuje występowanie bardzo dużego oporu. Z tego powodu niemożliwe jest precyzyjne wyznaczenie temperatur przemiany austenit-martenzyt metodami elektrycznymi.

Dodatki pierwiastków Fe, Co i Cr powodują częste przemienianie się austenitu w fazę R. Hamująco działają pierwiastki tj. Cu, Pt i Pd. Przeróbka plastyczna na zimno i starzenie powodują częste pojawianie się fazy R.